# Otto Friedrich
Otto Alva Friedrich (3 de febrero de 1929 en Boston, Massachusetts; - 26 de abril de 1995 en Manhasset, Nueva York) fue un autor e historiador estadounidense. Hijo del teórico político y profesor de Harvard, Carl Joachim Friedrich, Otto Friedrich se graduó de la Universidad de Harvard en 1948 con un título en historia. Al graduarse, se convirtió en periodista y luego en editor jefe de The Saturday Evening Post en 1965. Después de que el Post cerrara, pasó el resto de su carrera en la revista TIME, donde escribió más de 40 artículos de portada. Durante este tiempo, también escribió más de 14 libros sobre temas diversos, desde el auge de Hollywood hasta el ascenso de la Alemania nazi, hasta París en la época de Édouard Manet. En 1970, ganó el premio George Polk por su libro Decline and Fall, acerca de The Saturday Evening Post. Otto Friedrich estuvo casado con Priscilla Boughton, con quien tuvo cinco hijos. Falleció de cáncer de pulmón en el North Shore University Hospital en Manhasset, Nueva York en 1995.